# Karkar
Karkar je sopečný ostrov, který náleží státu Papua Nová Guinea. Nachází se v Bismarckově moři 30 km od severního pobřeží ostrova Nová Guinea. Má rozlohu 362 km² a žije na něm okolo 65 000 obyvatel, kteří hovoří jazyky waskia (patří mezi papuánské jazyky) a takia (patří mezi austronéské jazyky) a vyznávají luteránství a katolictví. Největším městem je Kinim, sídlo správy okresu Sumkar v provincii Madang.
Ostrov má oválný tvar o délce 25 km a šířce 19 km, pobřeží lemují korálové útesy. Jeho dominantou je aktivní vulkán Uluman vysoký 1839 m, který naposledy vybuchl v březnu 2014. Sopečná půda je velmi úrodná, na ostrově se nachází mnoho plantáží, kde se pěstuje kakaovník pravý, kokosovník ořechoplodý a areka obecná.
Prvním Evropanem, který u pobřeží Karkaru přistál, byl v roce 1645 Inigo Ortiz de Retez.